# Sébastien Roudet
Pour les articles homonymes, voir Roudet.
Sébastien Roudet, né le 16 juin 1981 à Montluçon, est un footballeur français qui évolue comme milieu de terrain.

## Biographie

### Débuts et formation à Châteauroux (jusqu'en 2004)
Sébastien est originaire d'Aubusson. Il commence à fouler les pelouses des terrains creusois jusqu'en U14 avant d'intégrer pour deux saisons saisons l'ES Guérétoise. Il entre ensuite en Sports Études de Romain Rolland pour un an puis découvre le Centre de Formation de La Berrichonne de Châteauroux. Il foule la pelouse du stade Gaston Petit pour son premier match pro le 7 novembre 1999 avec Joël Bats comme entraîneur. 
En Division 2, ce joueur gaucher offensif s'impose lors de la saison 1999-2000, avant de s'octroyer une place de titulaire indiscutable dans le club castelroussin. Il signe son premier contrat professionnel durant l'été 2000. 
Juste avant son départ, Sébastien Roudet est tout proche d'obtenir le premier titre en club de sa carrière, en se hissant jusqu'à la finale de la Coupe de France (défaite face au Paris Saint-Germain sur le score de 1-0).

### OGC Nice (2004-2006)
Lors du mercato 2004, il signe un contrat de trois ans avec l'OGC Nice, pour disputer sa première année en Ligue 1. 
Il marque le premier but de sa carrière en Ligue 1 contre le SC Bastia lors de la 4e journée, d'une frappe de 35 mètres. Nice finit en milieu de tableau à la 11e place, et Sébastien Roudet avec 2 buts marqués en 26 matchs disputés.
La saison suivante, de moins en moins utilisé par Frédéric Antonetti, il atteint la finale de la Coupe de la Ligue, perdue contre Nancy 2-1. Le club finit 8e du championnat, ratant de peu la qualification pour la Coupe Intertoto. 
Après 5 buts marqués avec Nice en 53 matchs de championnat, dont seulement 12 matchs débutés en tant que titulaire sur 27 lors de la saison 2005/2006, Sébastien Roudet demande à partir. Son départ est regretté par les supporteurs, qui appréciaient beaucoup le joueur notamment pour la qualité de ses entrées en jeu.

### Valenciennes FC (2006-2008)
Le 2 juin 2006, il s'engage pour trois ans avec le Valenciennes Football Club. 
Lors de sa première année dans le Nord, Sébastien Roudet dispute 30 matches et inscrit 5 buts. Il est le deuxième meilleur buteur de l'équipe, derrière Steve Savidan et ses 13 unités. La saison suivante, malgré 3 buts marqués et 6 passes décisives données en 30 matchs disputés, Sébastien Roudet est poussé vers la sortie par l'arrivée de Gaël Danic, qui a le même profil que lui.

### RC Lens (2008-2011)

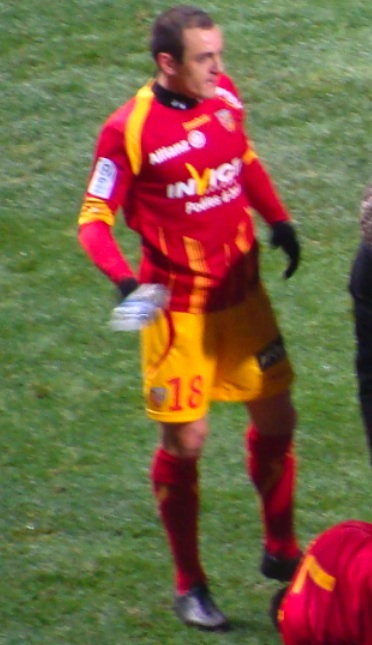
Sébastien Roudet avec Lens en 2009.

Le 3 juillet 2008, il signe pour trois ans au RC Lens fraîchement relégué en Ligue 2, en compagnie de son coéquipier Geoffrey Doumeng. Il rejoint ainsi Éric Chelle, qu'il a côtoyé à Valenciennes lors des deux saisons précédentes. 
Au terme de sa première saison dans l'Artois, le RC Lens remporte le championnat et accède à la Ligue 1. Sous la houlette de Jean-Guy Wallemme, Sébastien Roudet s'impose durablement pendant deux saisons mais ne peut éviter une nouvelle relégation à l'issue de la saison 2010-2011.

### FC Sochaux (2011-2014)
Le lundi 20 juin 2011, il se déplace en Franche-Comté pour la traditionnelle visite médicale afin de s'engager en faveur du FC Sochaux-Montbéliard, qualifié pour la Ligue Europa. Le lendemain, il signe officiellement un contrat de trois ans.
Son adaptation est difficile au sein d'un équipe en difficulté malgré la présence de Ryad Boudebouz, de Modibo Maïga et de Marvin Martin. Sébastien Roudet enchaîne les prestations ternes et l'équipe accumule les mauvais résultats. Finalement, alors que l'équipe est dernière à la 35e journée, le club termine 14e et Sébastien n'est pas relégué une deuxième année de suite.
Le 17 février 2013, il participe à la victoire de Sochaux 3-2 contre le leader PSG avec un but, son 25e en Ligue 1, et une passe décisive pour Giovanni Sio.
Lors de la saison 2013-2014, Sochaux, descend en Ligue 2.

### Retour dans ses anciens clubs (2014-2019)
Le 7 juillet 2014, il retourne à La Berrichonne de Châteauroux. Son futur entraîneur Pascal Gastien déclare alors qu'il « compte sur Sébastien pour qu'il nous apporte toute son expérience de L1 dans un groupe composé de beaucoup de jeunes du Centre. C'est un compétiteur qui possède les qualités techniques que je recherchais. Je sais qu'il a envie de bien faire, qu'il a envie de rendre à la Berri ce que la Berri lui a apporté ». Après la relégation de Châteauroux en National, il décide de rejoindre un autre de ses anciens clubs : le Valenciennes FC. Malheureusement, il se blesse rapidement en début de championnat et il est éloigné des terrains pendant 7 mois. À son retour, il est un des artisans du maintien du VAFC grâce notamment à 5 passes décisives lors des 4 derniers matchs de la saison.
Le 4 août 2017, à l'occasion de la 2e journée de championnat, il dispute son 500e match en Ligue 1 et Ligue 2 confondus sur la pelouse de son club formateur La Berrichonne de Châteauroux. À 36 ans, sa justesse technique et sa vision du jeu sont encore salués par les observateurs. Avec 8 buts et 7 passes décisives, il réalise l'une de ses meilleures saisons.

### FC Déols (2020-2021)
Le 18 juin 2020, il s'engage avec le FC Déols qui vient d'être promu en National 3.

### USS Mérinchal (2022-)
Le 12 août 2022, Sébastien Roudet s'engage avec l'USS Mérinchal (D1 Creusoise) où joue son frère cadet Michaël. C'est la première fois que les deux frères se retrouvent à évoluer ensemble dans la même équipe.

## Statistiques
| Saison                | Club                   | Championnat           | Championnat | Championnat | Coupe nationale | Coupe nationale | Coupe de la Ligue | Coupe de la Ligue | Compétition(s) continentale(s) | Compétition(s) continentale(s) | Compétition(s) continentale(s) | Total | Total |
| Saison                | Club                   | Division              | M.          | B.          | M.              | B.              | M.                | B.                | Comp.                          | M.                             | B.                             | M.    | B.    |
| 1998-1999             | LB Châteauroux         | Division 2            | 7           | 1           | 1               | 0               | -                 | -                 | -                              | -                              | -                              | 8     | 1     |
| 1999-2000             | LB Châteauroux         | Division 2            | 21          | 3           | 1               | 0               | 3                 | 2                 | -                              | -                              | -                              | 25    | 5     |
| 2000-2001             | LB Châteauroux         | Division 2            | 36          | 9           | 3               | 0               | 4                 | 0                 | -                              | -                              | -                              | 43    | 9     |
| 2001-2002             | LB Châteauroux         | Division 2            | 34          | 2           | 3               | 0               | 2                 | 2                 | -                              | -                              | -                              | 39    | 4     |
| 2002-2003             | LB Châteauroux         | Ligue 2               | 31          | 4           | -               | -               | 1                 | 0                 | -                              | -                              | -                              | 32    | 4     |
| 2003-2004             | LB Châteauroux         | Ligue 2               | 30          | 8           | 6               | 2               | 1                 | 0                 | -                              | -                              | -                              | 37    | 10    |
| Sous-total            | Sous-total             | Sous-total            | 159         | 27          | 14              | 2               | 11                | 4                 | -                              | -                              | -                              | 184   | 33    |
| 2004-2005             | OGC Nice               | Ligue 1               | 26          | 2           | 1               | 0               | 1                 | 1                 | CI                             | 2                              | 0                              | 30    | 3     |
| 2005-2006             | OGC Nice               | Ligue 1               | 27          | 3           | 1               | 0               | 5                 | 0                 | -                              | -                              | -                              | 33    | 3     |
| Sous-total            | Sous-total             | Sous-total            | 53          | 5           | 2               | 0               | 6                 | 1                 | -                              | 2                              | 0                              | 63    | 6     |
| 2006-2007             | Valenciennes FC        | Ligue 1               | 30          | 5           | 3               | 0               | 1                 | 0                 | -                              | -                              | -                              | 34    | 5     |
| 2007-2008             | Valenciennes FC        | Ligue 1               | 30          | 3           | 1               | 0               | 3                 | 0                 | -                              | -                              | -                              | 34    | 3     |
| Sous-total            | Sous-total             | Sous-total            | 60          | 8           | 4               | 0               | 4                 | 0                 | -                              | -                              | -                              | 68    | 8     |
| 2008-2009             | RC Lens                | Ligue 2               | 18          | 2           | 1               | 0               | 4                 | 1                 | -                              | -                              | -                              | 23    | 3     |
| 2009-2010             | RC Lens                | Ligue 1               | 30          | 3           | 5               | 1               | 1                 | 0                 | -                              | -                              | -                              | 36    | 4     |
| 2010-2011             | RC Lens                | Ligue 1               | 32          | 4           | 1               | 0               | 1                 | 0                 | -                              | -                              | -                              | 34    | 4     |
| Sous-total            | Sous-total             | Sous-total            | 80          | 9           | 7               | 1               | 6                 | 1                 | -                              | -                              | -                              | 93    | 11    |
| 2011-2012             | FC Sochaux-Montbéliard | Ligue 1               | 23          | 1           | 1               | 0               | 1                 | 0                 | C3                             | 2                              | 0                              | 27    | 1     |
| 2012-2013             | FC Sochaux-Montbéliard | Ligue 1               | 29          | 4           | 3               | 0               | 1                 | 0                 | -                              | -                              | -                              | 33    | 4     |
| 2013-2014             | FC Sochaux-Montbéliard | Ligue 1               | 29          | 0           | 1               | 0               | -                 | -                 | -                              | -                              | -                              | 30    | 0     |
| Sous-total            | Sous-total             | Sous-total            | 81          | 5           | 5               | 0               | 2                 | 0                 | -                              | 2                              | 0                              | 90    | 5     |
| 2014-2015             | LB Châteauroux         | Ligue 2               | 25          | 2           | 3               | 0               | -                 | -                 | -                              | -                              | -                              | 28    | 2     |
| Sous-total            | Sous-total             | Sous-total            | 25          | 2           | 3               | 0               | -                 | -                 | -                              | -                              | -                              | 28    | 2     |
| 2015-2016             | Valenciennes FC        | Ligue 2               | 10          | 0           | -               | -               | 1                 | 0                 | -                              | -                              | -                              | 11    | 0     |
| 2016-2017             | Valenciennes FC        | Ligue 2               | 30          | 3           | -               | -               | 1                 | 0                 | -                              | -                              | -                              | 31    | 3     |
| 2017-2018             | Valenciennes FC        | Ligue 2               | 30          | 8           | -               | -               | -                 | -                 | -                              | -                              | -                              | 30    | 8     |
| 2018-2019             | Valenciennes FC        | Ligue 2               | 25          | 4           | 2               | 1               | -                 | -                 | -                              | -                              | -                              | 27    | 5     |
| Sous-total            | Sous-total             | Sous-total            | 95          | 15          | 2               | 1               | 2                 | 0                 | -                              | -                              | -                              | 99    | 16    |
| Total sur la carrière | Total sur la carrière  | Total sur la carrière | 553         | 71          | 37              | 4               | 31                | 6                 | -                              | 4                              | 0                              | 625   | 81    |

## Palmarès

### En club
Il est finaliste de la Coupe de France en 2004 avec La Berrichonne de Châteauroux puis finaliste de la Coupe de la Ligue en 2006 avec l'OGC Nice.
Il est champion de France de Ligue 2 en 2009 avec le Racing Club de Lens.

### En sélection
Il est Champion d'Europe des moins de 19 ans en 2000 avec l'équipe de France des moins de 19 ans.